# أسباب الاضطراب الوسواسي القهري
تُعنى دراسة الأسباب المؤدية للاضطراب الوسواسي القهري بعوامل الخطر البيولوجية المشاركة في إظهار أعراض الاضطراب. تشير الفرضيات البارزة في هذا المجال إلى وجود مناطق في الدماغ لها علاقة بظهور الأعراض كالقشرة الجبهية الحجاجية والعقد القاعدية و/أو الجهاز النطاقي، وأُيدت هذه الفرضيات من خلال اكتشافات في مجالات علمية عديدة كالتشريح العصبي والكيمياء العصبية والمناعة العصبية والوراثة العصبية وعلم السلوك العصبي.

## التشريح العصبي
بالرغم من من وجود اختلافات جوهرية بين العلماء على طريقة تقييم الاضطراب الوسواسي القهري، فقد اتجهت الأبحاث الحالية لتقييم الوسواس القهري اعتمادًا على التصوير العصبي البنائي والوظيفي. وفرت هذه الإبداعات التكنولوجية الحديثة فهمًا أفضل لعوامل الخطر المرتبطة باضطراب الوسواس القهري المبنية على أساس التشريح العصبي. يُمكن تقسيم هذه الدراسات لأربعة أصناف رئيسية:
1. دراسات في حالة الراحة: تدرس نشاط الدماغ في حالة الراحة بين مجموعة من المرضى المصابين بالاضطراب ومقارنتها مع مجموعةٍ ضابطة.
2. دراسات تحفيز الأعراض: تقارن نشاط الدماغ قبل تحفيز ظهور الأعراض وبعدها.
3. دراسات علاجية: تقارن حالة الدماغ قبل استلام المرضى لعلاجٍ دوائي وبعده.
4. دراسات التنشيط المعرفي: تدرس نشاط دماغ مجموعة من مرضى اضطراب الوسواس القهري عند إنجازهم لمهمة ما ومقارنتها مع مجموعةٍ ضابطة.[1]

تشير النتائج المستقاة من هذه الأبحاث إلى ضلوع ثلاث مناطق دماغية في نشوء الوسواس القهري وهي: القشرة الجبهية الحجاجية والقشرة الحزامية الأمامية ورأس النواة الذنبية. وجدت الأبحاث المجراة على المرضى المصابين بالاضطراب الوسواسي القهري إظهار هذه المناطق لما يلي:
1. فرطٌ في النشاط في حالة الراحة مقارنةً مع الأشخاص الأصحاء في المجموعة الضابطة.
2. زيادة ملحوظة في النشاط بعد تحفيز ظهور الأعراض.
3. اختفاء فرط النشاط بعد علاج المرضى باستخدام مثبّطات استرداد السيروتونين الانتقائية أو بواسطة العلاج السلوكي المعرفي.[2]

ترتبط كل من القشرة الجبهية الحجاجية والقشرة الحزامية الأمامية بشكل معقد مع العقد القاعدية من خلال الحلقة القشرية- العقدية القاعدية- المهادية- القشرية. تشير النظريات الحالية إلى حصول اضطراب الوسواس القهري نتيجة وجود حالة من عدم التوازن بين المسارات «المباشرة» و«غير المباشرة» المارة عبر العقد القاعدية. تمتد المسارات المباشرة من القشرة الدماغية ثم إلى الجسم المخطط، ثم إلى الجزء الداخلي للكرة الشاحبة والجزء الشبكي للمادة السوداء، ثم إلى المهاد، وتعود في النهاية إلى القشرة الدماغية. تمتد المسارات غير المباشرة من القشرة الدماغية إلى الجسم المخطط، ثم إلى الجزء الخارجي للكرة الشاحبة ونواة أسفل المهاد والجزء الداخلي للكرة الشاحبة والجزء الشبكي للمادة السوداء، ثم إلى المهاد، وتعود في النهاية إلى القشرة الدماغية.
يكون صافي التأثير للمسار المباشر استثاريًا، في حين يكون صافي التأثير للمسار غير المباشر تثبيطيًا. لذا افتُرض أن النشاط النسبي الزائد الحاصل في المسار المباشر قد تسبب في نشوء حلقة من الارتجاع الإيجابي تعمل على محاصرة الأفكار الوسواسية وعدم السماح لها بالإفلات من التفكير. بالرغم من وجود أسس قوية لهذه الفرضية من خلال الدراسات الوظيفية والبنائية للتصوير العصبي، أما السبب وراء معاناة مرضى هذا الاضطراب من وساوس محددة بدلًا من معاناتهم من وساوس سلوكية عامة تجاه كل شيء ما يزال مجهولًا.

## الكيمياء العصبية
يوجد فهم واسع الانتشار حول الدور الوظيفي الذي تلعبه الكيمياء العصبية في ظهور أعراض اضطراب الوسواس القهري، إذ وجدت دراسة أجريت في حقل علم النفس الدوائي أن لناقلات السيروتونين العصبية المعروفة باسم 5- إتش تي (5-HT) دورًا بالغ الأهمية في ظهور الأعراض. وُجد أن إعطاء مثبّطات استرداد السيروتونين الانتقائية للمرضى الذين يعانون من الوسواس القهري قد أعطى نتائج أفضل من مثبطات استرداد النورأبينفرين على المدى البعيد مقارنةً بالأشخاص الأصحاء في مجموعة الضبط. بين رابوبورت وزملاؤه أن دواء كلوميبرامين كان له الأفضلية في تقليل العديد من السلوكيات المتكررة مقارنةً بدواء ديسيبرامين. وجدت الأبحاث أيضًا أن إعطاء الأدوية المضادة لمسقبلات السيروتونين 5-إتش تي تؤدي إلى تفاقم حدة أعراض اضطراب الوسواس القهري. يُمكن للشخص -في حال كانت نتائج هذه الدراسة صحيحة- الاعتقاد بتهوين دواء ميرتازابين (الذي يعمل مضادًا لمستقبل 5- أتش تي 2 أي) وغيرها من الأدوية المضادة للذهان العاملة على نفس المُستقبل لتأثيرات مثبّطات استرداد السيروتونين الانتقائية. مع ذلك، أظهرت الدراسات المجراة على هذه العقاقير عكس ذلك. إذ وُجد أنه على الرغم من عدم فائدتها بمفردها، أظهرت إمكانيتها في تسريع عمل عقار الباروكستين، وأظهرت دراسات عديدة قدرة مضادات الذهان غير النمطية على تعزيز تأثيرات مثبّطات استرداد السيروتونين الانتقائية في الحالات المقاومة للعلاجات التقليدية. على الرغم من عدم تقديم هذه النتائج لسبب واضح وراء ظهور الأعراض، فإنها تمهد الطريق للمفهوم القائل بإمكانية التفريق بين الحالات النفسية من خلال العلاجات الدوائية. وبهذا، تشير النتائج -المستقاة من فائدة مثبّطات استرداد السيروتونين الانتقائية في التحكم بالهواجس والدوافع القهرية المصاحبة لاضطراب الوسواس القهري- إلى وجود مسببات مرتبطة بالكيمياء العصبية للدماغ.
تضطلع الأنظمة الدوبامينية في حصول اضطراب الوسواس القهري، ويظهر ذلك جليًا من خلال فعالية الأدوية المحفزة للدوبامين وضلوع اختلالات باندز في حصول الاضطراب ودراسات التصوير العصبي المختلفة. يُمكن علاج اضطراب الوسواس القهري باستخدام الأدوية المضادة للذهان، بالرغم من ذلك، وجدت بعض الدراسات إمكانية التخفيف من أعراض الاضطراب من خلال استعمال المنشطات الذهنية. يحتاج كل من هذين العلاجين إلى التوفيق بينهما خلال الاستعمال، ويؤثر كلاهما على الأنظمة الدوبامينية بشكل مباشر. يرتبط الوسواس القهري مرضيًا بشكل عالٍ مع اضطراب نقص الانتباه وفرط النشاط، الذي قد يحصل نتيجة زيادة الإشارات الطورية ونقصان الإشارات الموترة للأعصاب الدوبامينية، ويُعالج بواسطة المنشطات الذهنية. تؤثر اختلالات باندز على العقد القاعدية التي يلعب فيها الدوبامين دورًا مهمًا في النقل العصبي.

## المناعة العصبية
قدمت الباحثتان هنريتا ليونارد وسوزان سويدو أدلة على وجود عوامل خطر مناعية عصبية ذات علاقة باضطراب الوسواس القهري، وذلك من خلال ورقة بحثية تحت عنوان «اختلالات المناعة الذاتية النفسية والعصبية المصاحبة لعدوى البكتيريا الكروية السبحية في الأطفال» (التي يُطلق عليها اختصارًا اسم باندز). يقترح الباحثون أن المناعة الذاتية المتولدة بعد العدوى من البكتيريا العقدية من الأسباب البيئية المحيطة المحتملة لظهور الوسواس القهري لدى الأطفال. إذ أظهرت مجموعة من الأطفال تفاقمًا في حدة أعراض الوسواس القهري بعد إصابتهم بعدوى البكتيريا العقدية. الفرضية الأساسية المستخلصة من هذه الدراسة، هي أن اضطراب الوسواس القهري قد نشأ في بعض الحالات نتيجة لرد فعل مناعي ذاتي كان له دور في مهاجمة العقد القاعدية وتدميرها من قِبل الأجسام المضادة لبكتيريا العقد القاعدية. 
الهواجس والدوافع الوسواسية شائعة جدًا في مجموعة من الحالات الطبية الأخرى مثل: متلازمة توريت وداء باركنسون والصرع والفُصام وداء هنتنغتون والتهاب الدماغ النوامي ورقاص سيدنهام وبعض الأضرار التي تلحق بمناطق معينة من الدماغ. يعاني المصابون بهذه الأمراض من شذوذ في عمل العقد القاعدية، وبشكلٍ مشابه لما يحصل في الاضطراب الوسواسي القهري. يشارك هذا الجزء من الدماغ في الوظائف المعرفية والعاطفية والحركية. ينتج عن الإضرار بالعقد القاعدية مجموعة من الأعراض المتميزة بالقهرية (أنماط سلوكية صادرة بشكل متكرر) والاندفاعية (أنماط سلوكية صادرة بشكل مفاجئ استجابةً لمحفزات مختلفة). تشير هذه الأدلة إلى أن الاضطراب الوسواسي القهري قد ينتج عن خلل وظيفي في العقد القاعدية.